# Euphoria Morning
Euphoria Morning (с англ. — «Утренняя эйфория») — дебютный сольный студийный альбом американского музыканта Криса Корнелла, выпущенный в сентябре 1999 года на лейбле A&M Records. Euphoria Morning разошлась в количестве 75 000 копий в первую неделю, всего тираж в Америке составил 343 000. Несмотря на положительный приём альбома у музыкальных критиков, он продавался гораздо хуже альбомов группы Soundgarden. Это единственный альбом Криса Корнелла в период между распадом Soundgarden и его объединением с музыкантами Rage Against the Machine в группу Audioslave.
14 августа 2015 года Euphoria Morning был переиздан на компакт-диске и виниле с изменённым названием Euphoria Mourning (с англ. — «Траурная эйфория»), которое, как заявил Корнелл в интервью, и было тем, которым он изначально намеревался назвать альбом.

## Об альбоме

### История записи
История создания альбома Euphoria Morning началась с давних дружеских связей Корнелла с Аленом Йоханессом и Наташей Шнайдер, супружеской парой в основе группы Eleven. В конце 1980-х музыканты из Eleven впервые услышали демозаписи Soundgarden благодаря своему другу Аарону Джаковесу. Позже пути двух групп пересеклись случайно — на одном из туров они оказались на одной заправке и разговорились. Вскоре Eleven стали разогревать концерты Soundgarden, а клавишница Наташа Шнейдер даже поучаствовала в записи их трека «Fresh Tendrils» из альбома Superunknown (1994).
Когда Soundgarden после тура Down on the Upside распались, Крис Корнелл временно поселился у участников Eleven в их доме в Лос-Анджелесе, оснащённом профессиональной студией, и начал собирать материал для своего первого сольного альбома, продюсером которого должен был стать Дэниел Лануа. Однако за два дня до начала работы Лануа отменил все свои проекты, оставив Корнелла в недоумении. Тогда Наташа предложила: «У нас есть всё необходимое оборудование — почему бы не сделать альбом самим?» Так началась работа над Euphoria Morning.
В уютной, непринуждённой атмосфере, без давления студий и сроков, они вместе с приглашёнными музыкантами записывали материал. Крис жил в гостевой комнате, а рабочий процесс шёл по вдохновению: иногда они работали целыми днями, а иногда просто отправлялись в ресторан, на пляж или в кино, зная, что время не ограничено, и что всё их оборудование будет там же, где они его оставили, когда они вернутся. А с лейблом Корнелла, A&M Records, тогда застрявшим в подвешенном состоянии из-за слияния с PolyGram, особой спешки не было. Этот процесс длился семь месяцев, с периодическими перерывами на поездки Корнелла домой в Сиэтл.
Хотя изначально Корнелл планировал сделать очень минималистичную пластинку, работа с Eleven привела к расширению музыкального спектра. Песни, такие как «When I’m Down» и «Disappearing One», показали неожиданные грани его вокала, в том числе с элементами R&B. Совместное творчество дало возможность глубже исследовать аранжировки и гармонии, в частности, благодаря экспериментам Наташи Шнайдер. Главный сингл альбома — «Can’t Change Me», как объяснил Корнелл, рассказывает о человеке, который осознаёт грустную истину: рядом с ним есть кто-то, способный делать мир лучше и вдохновлять других, но сам он остаётся прежним, не меняясь под его влиянием. «Flutter Girl» была ауттейком из Superunknown, альбома Soundgarden 1994 года. «Wave Goodbye», по словам Корнелла, была написана как дань уважения его другу Джеффу Бакли, который погиб в 1997 году. «Moonchild» — о тогдашней жене Корнелла Сьюзан Сильвер. В песне он с любовью описывает, как она «по-настоящему пугается в полнолуние».
После завершения записи возник вопрос о концертном туре, и выбор группы для живых выступлений был очевиден — Eleven. Они несколько месяцев готовились, а затем Крис присоединился к ним за две недели до старта тура. Так началось путешествие Euphoria Morning Tour, которое продлилось почти год.

### Приём альбома
Хотя в коммерческом плане пластинку можно считать неудачной, сингл с неё — «Can’t Change Me» — был номинирован на премию «Грэмми» в 2000 году в категории «Лучший мужской рок-вокал». Песня «Sunshower» использовалась в саундтреке фильма «Большие надежды», а переработанная версия песни «Mission», названная «Mission 2000», — в фильме «Миссия невыполнима 2». Песня «Preaching the End of the World» вдохновила название фильма Лорен Скафарии 2012 года «Ищу друга на конец света».

## Список композиций
Все тексты написаны Крисом Корнеллом.
| №   | Название                         | Музыка                                 | Длительность |
| --- | -------------------------------- | -------------------------------------- | ------------ |
| 1.  | «Can’t Change Me»                | Крис Корнелл                           | 3:23         |
| 2.  | «Flutter Girl»                   | Корнелл, Наташа Шнайдер, Ален Йоханесс | 4:25         |
| 3.  | «Preaching the End of the World» | Корнелл                                | 4:41         |
| 4.  | «Follow My Way»                  | Корнелл, Йоханесс, Шнайдер             | 5:10         |
| 5.  | «When I’m Down»                  | Корнелл                                | 4:20         |
| 6.  | «Mission»                        | Корнелл, Йоханесс, Шнайдер             | 4:05         |
| 7.  | «Wave Goodbye»                   | Корнелл                                | 3:43         |
| 8.  | «Moonchild»                      | Корнелл                                | 4:02         |
| 9.  | «Sweet Euphoria»                 | Корнелл                                | 3:08         |
| 10. | «Disappearing One»               | Корнелл, Йоханесс, Шнайдер             | 3:48         |
| 11. | «Pillow of Your Bones»           | Корнелл, Йоханесс, Шнайдер             | 4:29         |
| 12. | «Steel Rain»                     | Корнелл                                | 5:41         |

| №   | Название                               | Музыка  | Длительность |
| --- | -------------------------------------- | ------- | ------------ |
| 13. | «Sunshower»                            | Корнелл | 5:52         |
| 14. | «Can’t Change Me» (французская версия) | Корнелл | 3:47         |

- «Can’t Change Me» (французская версия) присутствует в международных изданиях
- «Can’t Change Me» (французская версия) и другой би-сайд, «Nowhere But You», присутствуют в сингле «Can’t Change Me».

## Участники записи
Взято из буклета американского издания:
- Крис Корнелл — вокал, гитара, гармоника
- Ален Йоханнес — вокал, гитара, бас-гитара (2), ударные, терменвокс, мандолина, кларнет, табла
- Наташа Шнайдер — клавишные, тамбурин, орган (5), вокал (4—7), бас-гитара (6), литавры (11)
- Рик Маркманн — бас-гитара (1, 7—8, 12)
- Джейсон Фолкнер — бас-гитара (5)
- Джош Фриз — ударные (1—4, 6, 8, 11)
- Грег Апчёрч — ударные (5)
- Виктор Индриззо — ударные (7)
- Мэтт Кэмерон — ударные (10)
- Билл Рифлин — ударные (12)

## Чарты
| Chart | Rank |
| UK    | 31   |
| US    | 18   |
| SWI   | 49   |
| SWE   | 10   |
| NOR   | 8    |
| FIN   | 26   |
| NLD   | 89   |
| NZ    | 15   |

| Year | Song            | Chart                                       | Peak |
| ---- | --------------- | ------------------------------------------- | ---- |
| 1998 | Sunshower       | US Billboard Modern Rock Tracks             | 12   |
| 1998 | Sunshower       | US Billboard Mainstream Rock Tracks         | 8    |
| 1999 | Can't Change Me | US Billboard Mainstream Rock Tracks         | 5    |
| 1999 | Can't Change Me | US Billboard Modern Rock Tracks             | 7    |
| 1999 | Can't Change Me | US Billboard Bubbling Under Hot 100 Singles | 2    |
| 1999 | Can't Change Me | UK Singles Chart                            | 62   |